# Poema on Guitar

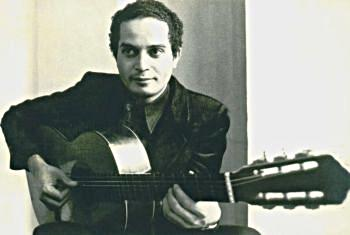
Baden Powell (1971)

Poema on Guitar ist ein Jazzalbum des brasilianischen Gitarristen Baden Powell. Die am 11. November 1967 im SABA-Tonstudio Villingen entstandenen Aufnahmen erschienen 1968 bei Saba/MPS Records.

## Hintergrund
Baden Powell, der in den 1950er Jahren in Brasilien mit dem Pianisten Antônio Carlos Jobim und den Gitarristen Luiz Bonfá und João Gilberto erfolgreich im Quartett zusammengespielt hatte und seit Ende der 1950er Jahre erste Soloalben veröffentlichte, wurde Mitte der 1960er Jahre von dem deutschen Jazzautor und Musikproduzenten Joachim Ernst Berendt in Brasilien aufgesucht. Daraufhin kam es zur Zusammenarbeit der beiden. 1966 erschien zunächst das viel beachtete und international erfolgreiche Album Tristeza on Guitar, das noch in Rio de Janeiro entstand, gefolgt 1968 von Poema on Guitar sowie 1971 von Canto on Guitar und 1972 von Images on Guitar.
Poema on Guitar ist das erste Album von Baden-Powell, das in Europa entstand. Alle Titel von Poema on Guitar wurden in einem Tonstudio aufgenommen, das Hans Georg Brunner-Schwer für die Produktionen seines Labels im Schwarzwald eingerichtet hatte. Die Produktion fand am 11. November 1967 statt, eine Woche nach Baden Powells Auftritt bei den Berliner Jazztagen. Powell kam für die Produktion zusammen „mit dem deutschen Kontrabassisten Eberhard Weber – er spielte 1967 noch das herkömmliche Instrument mit Korpus – und dem Schlagzeuger Charlie (sic!) Antolini sowie dem gelegentlich mitwirkenden Flötisten Sidney Smith.“
Der von Tom Jobim und Aloysio de Oliveira geschriebene Titel Dindi ist eine Erinnerung an die 1966 verstorbene brasilianische Sängerin Sylvia Telles.

## Titelliste
- Baden Powell – Poema on Guitar (Saba/MPS Records)[1]

1. Feitinha pro Poeta (Baden Powell, Luís Fernando de Oliveira Freire) – 5:58
2. Dindi (Tom Jobim, Aloysio de Oliveira) – 3:05
3. Consolação (Baden Powell, Vinícius de Moraes) – 6:15
4. Tristeza e Solidão (Baden Powell, Vinícius de Moraes) – 2:30
5. Samba Triste (Baden Powell, Billy Blanco) – 4:15
6. Valsa de Euridice (Vinícius de Moraes) – 4:05
7. All the Things You Are (Jerome Kern, Oscar Hammerstein II) – 4:20
8. Reza (Edu Lobo) – 3:45

## Rezeption
In seiner biografischen Notiz zu Baden Powell schreibt Laut.de: „Mit seinem lyrischen Spiel – immer gefangen zwischen simpel und komplex, zwischen ausgelassener Freude und tiefem Schmerz – erschafft der freigeistige Powell wundervolle Alben wie "Poema on Guitar", "Samba Triste" oder "Tristeza on Guitar".“ Bezüglich des Künstlers zitiert Laut.de den brasilianischen Komponisten, Dichter und Musikproduzenten Hermínio Bello de Carvalho

„Baden ist ein Zauberer, ein Alchemist, eine Art dämonischer Erzengel, der in einem silbernen Schmelztiegel Weihrauch und Myrrhe, die Arpeggios und Akkorde mischt und diese Mischung aus Klängen, Licht, Farben und Melodien um sich fliegen lässt, die er den sechs Saiten seiner Gitarre voller Charme und Magie entlockt.“

und wertet: „Und er hat Recht. Roberto Baden Powell de Aquino der sich auf der Bühne einfach nur Baden Powell nannte, ist Gigant südamerikanischer Gitarrenmusik im Allgemeinen und brasilianischer Saitenhexerei im Besonderen. Der 1937 in Rio de Janeiro geborene Gitarrist und Komponist gehört zu den wichtigsten Bossa-Nova-Pionieren und war einer der ersten, der Jazz und Klassik mit Samba oder Afromusik mischte.“
Nach der Wiederveröffentlichung der vier von Joachim Ernst Behrendt zwischen 1966 und 1971 auf MPS produzierten Alben unter dem Titel Tristeza / Poema / Canto / Images On Guitar schrieb Hans-Jürgen Lenhart bei latin-mag.com: Die Alben „zeigen Baden Powell auf dem Höhepunkt seines Könnens, bevor in den 70ern der Alkohol immer mehr von ihm Besitz ergriff. Powell war der erste schwarze Musiker innerhalb der Bossa Nova-Szene und bereicherte sie mit afro-brasilianischen Elementen. ... Unglaublich, wie er verträumte Melodien, atemberaubende Spieltechnik bzw. Tempo und plötzliches Synkopieren in einem einzigen Stück zu kombinieren verstand. Jazz, Samba, Klassik, nichts war ihm fremd ... Man ist verführt zu sagen, was Hendrix für die E-Gitarre war, war Powell für die akustische Gitarre. Powell war der erste Brasilianer, der ohne die amerikanischen Jazzer zu internationalem Ruhm kam. Prädikat unverzichtbar.“
Für Werner Stiefele, der die CD-Box im Magazin Rondo besprach, schneidet das Album Poema on Guitar im Vergleich mit den drei anderen Alben schlechter ab. Er meint: „Damals passte es in die durch Stan Getz, Joao und Astrud Gilberto ausgelöste Modeströmung des Crossover aus Jazz und Bossa Nova. Inzwischen wirkt es wie ein unausgereifter, an Klischees reicher Fremdkörper zwischen den drei anderen Alben. Die drei übrigen Alben wirken authentischer.“
In einer Kurzbesprechung des Spiegel aus dem Jahr 1968 wurde das Album verrissen, da die eigentlich erforderliche Leichtigkeit des brasilianischen Balançado-Swings auf der Plattenaufnahme aus Villingen der europäischen Rhythmusgruppe teilweise abhanden komme: „Der Schweizer Schlagzeuger Antolini und der schwäbische Bassist Weber begleiten die zarten Saudade-Stücke Powells mitunter sehr nach Schwarzwälder Hausmacher-Art.“